# Plectris fassli
Plectris fassli är en skalbaggsart som beskrevs av Moser 1919. Plectris fassli ingår i släktet Plectris och familjen Melolonthidae. Inga underarter finns listade i Catalogue of Life.